# Никола Митић
Никола Митић (Ниш, 27. новембар 1938 — Београд, 25. јануар 2019) био је југословенски и српски оперски певач, баритон, дугогодишњи првак Опере Народног позоришта у Београду. Сматра се једним од најзначајнијих српских оперских уметника друге половине 20. века, посебно упамћеним по тумачењу драмских баритонских улога, пре свега у операма Ђузепеа Вердија.

## Биографија
Рођен је у Нишу 27. новембра 1938. године. У родном граду завршио је основну и средњу школу, након чега постаје члан Хора Радио-телевизије Београд. Уписује Факултет музичке уметности у Београду, смер за соло певање, где студира у класи професорке Зденке Зикове. Већ након првог семестра на факултету, 1963. године, добија ангажман као солиста Опере Народног позоришта у Београду. Дебитовао је у улози Валентина у Гуноовом Фаусту. Захваљујући изузетном таленту, већ годину дана касније постаје најмлађи првак Опере Народног позоришта. У овој кући остао је током целе своје каријере, која је трајала око четири деценије, све до пензионисања 2003. године.
Његов репертоар обухватао је преко 40 главних баритонских улога. Дуги низ година био је један од водећих југословенских баритона, а највише се истицао као тумач главних улога у Вердијевим операма. Упечатљиве креације остварио је као Риголето (Риголето), Набуко (Набуко), Јаго (Отело), Гроф Луна (Трубадур), Ренато (Бал под маскама), Жорж Жермон (Травијата), Магбет (Магбет), Амонасро (Аида) и Симон Боканегра (Симон Боканегра). Поред Вердија, са великим успехом тумачио је и Фигара у Росинијевом Севиљском берберину, Ескамиља у Бизеовој Кармен, Скарпију у Пучинијевој Тоски, Принца Игора у Бородиновој опери Кнез Игор, Евгенија Оњегина у истоименој опери Чајковског, као и Николу Шубића Зринског у истоименој опери Ивана Зајца.
Поседовао је моћан глас великог распона, упечатљиву сценску појаву и изузетну глумачку сугестивност. Поред оперског репертоара, био је и концертни извођач, учествујући у извођењу вокално-оркестарских дела Баха, Бритна, Фореа, Хендла, Стравинског, Барановића, Папандопула и других.
Наступао је као гост на многим значајним оперским сценама широм света, укључујући Аустрију, Француску, Белгију, Шпанију, Италију, Немачку, Швајцарску, Сједињене Државе, Турску, Совјетски Савез, Египат, Русију, Мађарску, Румунију, Бугарску и Грчку.
Од 1992. године радио је и као педагог у Оперском студију Народног позоришта у Београду, помажући младим певачима. Глумац Предраг Милетић наводи га као једног од својих ментора за усавршавање певања.
Поводом његовог 80. рођендана, 27. новембра 2018. године у Музеју Народног позоришта отворена је изложба Никола Митић - баритон 20. века.
Преминуо је 25. јануара 2019. године у Београду. Сахрањен је 30. јануара 2019. у Алеји заслужних грађана на Новом гробљу у Београду.

## Снимања
Остварио је велики број снимака за архиве Радио Београда и Телевизије Београд. Неки од снимака објављени су на носачима звука у издању ПГП РТБ/ПГП РТС.

## Награде и признања
За свој уметнички рад добио је бројна признања, међу којима су:
- Октобарска награда града Београда (1980)[1]
- Награда Удружења музичких уметника Србије (УМУС) за најбоље остварење у претходној сезони[1]
- Више годишњих награда Народног позоришта у Београду[1]
- Плакета Народног позоришта у Београду поводом 30 година уметничког рада[1]
- Печат Народног позоришта у Београду[1]